# Дворец плавания Индун
Дворец плавания Индун (кит. упр. 英东游泳馆, пиньинь Yīngdōng Yóuyǒngguǎn) — спортивный комплекс в Пекине, открытый в 1990 году к Азиатским играм. 
Во время Азиатских игр 1990 года во дворце плавания проходили старты пловцов.
К Олимпийским играм 2008 года сооружение было реконструировано. Во время Игр там прошли соревнования по современному пятиборью и водному поло. Общая площадь строения — 44,6 тыс. кв. м., при этом здесь может разместиться около 4800 зрителей.
|  |  |